# Спецназ города ангелов (телесериал)
«Спецна́з го́рода а́нгелов» (англ. S.W.A.T.) — американский телесериал в жанре криминальной драмы, основанный на одноименном телесериале 1975 года, созданном Робертом Хамнером и Риком Хаски. Идея снять новую версию старого шоу принадлежит Аарону Томасу и Шону Райану. Премьера первой серии состоялась на канале CBS 2 ноября 2017 года..
27 марта 2018 года был заказан второй сезон, показ которого стартовал 27 сентября 2018 года.. 9 мая 2019 года CBS продлили шоу на третий сезон.. Премьера третьего сезона состоялась 2 октября 2019 года. 6 мая, 2020 года, CBS продлили шоу на четвёртый сезон. 15 апреля 2021 года CBS продлил телесериал на пятый сезон. Премьера пятого сезона состоится 1 октября 2021 года. 8 апреля 2022 года американский телеканал CBS продлил телесериал на шестой сезон. В мае 2023 CBS закрыл телесериал после шести сезонов, но спустя несколько дней канал отменил свое решение и продлил телесериал на последний седьмой сезон.
Премьера седьмого сезона телесериала состоялась 16 февраля 2024 года. 11 апреля 2024 года телесериал был продлен на восьмой сезон. Премьера восьмого сезона состоялась 18 октября 2024 года.
6 марта 2025 года телеканал CBS закрыл телесериал после восьмого сезона.

## Сюжет
После того, как спецназовец, возглавлявший одну из групп при полиции Лос-Анджелеса, случайно подстрелил темнокожего подростка вместо преступника, его уволили и на его место вне очереди руководителем назначили темнокожего сержанта Дэниэла «Хондо» Харрельсона. Теперь Хондо предстоит доказать свои лидерские качества и показать своим товарищам по команде и всем окружающим, что его назначение не просто политический ход с целью избежать обвинений в расизме.

## Актёры и персонажи

### В главных ролях
- Шемар Мур — в роли сержанта Дэниэла «Хондо» Харрельсона-младшего, жителя Лос-Анджелеса, которого повысили до руководителя группы в явной попытке ослабить напряженность в отношениях между сообществом и LAPD и избежать обвинений в расизме. Он знает всех по соседству и имеет различные связи на улицах, относится к этим знакомым с уважением, что часто позволяет ему быстро найти информацию по текущему делу. Некоторое время тайно встречался с капитаном Кортес, даже после того, как она стала его непосредственной начальницей, но после расстался с ней, так как не хотел мешать её карьерному росту. Известно также, что до службы в полиции, Хондо служил на флоте, в спецназе разведки морской пехоты (Force Recon).
- Стефани Сигман — в роли капитана Джессики Кортес[17], главы особого подразделения полиции Лос-Анджелеса[англ.]. Она является уважаемым офицером, который планирует улучшить отношения между LAPD и гражданами Лос-Анджелеса, несмотря на некоторое сопротивление со стороны. Некоторое время тайно встречалась с Хондо, даже после того, как его повысили и сделали её непосредственным подчинённым. Тем не менее, когда эти отношения стали угрожать её карьерному росту, он расстался с ней.
- Алекс Рассел[англ.] — в роли офицера Джима Стрита, новичка, который раньше работал на полицейское управление Лонг-Бич. Обучался у предыдущего руководителя группы спецназа. Его мать, Карен, села в тюрьму после того, как убила своего мужа за постоянное домашнее насилие.
- Лина Эско — в роли офицера Кристины «Крис» Алонсо, первой женщины в спецназе. В прошлом была кинологом. Бисексуальна.
- Кенни Джонсон — в роли офицера Доминика Луки. Пошёл по стопам отца и деда, которые также служили в спецназе при полицейском управлении Лос-Анджелеса. Незадолго до событий сериала его выставила его бывшая девушка из его же квартиры, поэтому он постоянно ищет себе жильё. Некоторое время живёт у Стрита. Когда ему было 14 лет, у него обнаружили дислексию.
- Питер Онорати[англ.] — в роли сержанта Джеффа Мамфорда, лидера другой команды спецназа, которая постоянно соперничает с командой Хондо. Был женат три раза, предположительно на стриптизёршах. Обручился с четвёртой женой всего после месяца ухаживания. После того, как его чуть не убил преступник выстрелом в голову, решил покинуть ряды спецназа.
- Джей Харрингтон — в роли сержанта Дэвида «Дикона» Кея, ветерана спецназа, отслужившего в нём 10 лет. Он был первым в очереди на повышение до руководителя команды, но вместо него повысили Хондо. Несмотря на это, оба друг другу доверяют и советуются друг с другом. Он единственный член команды, который женат и имеет детей. В одной из серий выясняется, что его единственная дочь названа в честь девушки, погибшей во время стрельбы в школе.
- Дэвид Лим — в роли офицера Виктора Тана, бывшего офицера полиции Лос-Анджелеса. Присоединился к спецназу за три года до событий сериала.
- Патрик Эсприт[англ.] — в роли командира Роберта Хикса, главы Бюро специальных операций и непосредственного начальника капитана Кортес. Ранее был женат, его супруга скончалась за три года до событий сериала. Имеет отличные отношения с Диконом и его семьёй. На работе вынужден принимать сложные и политически выгодные полиции решения, поэтому иногда у него бывают сложные отношения с Кортес и служащими спецназа.

### Периодические персонажи
- Луи Феррейра — в роли сержанта Уильяма «Бака» Спиви, предыдущего руководителя подразделения спецназа LAPD, которого уволили после того, как он по ошибке выстрелил в безоружного черного подростка во время преследования подозреваемого. Считался лучшим переговорщиком спецназа.
- Аарон Бледсо — в роли Раймонта Харриса, подростка, которого по ошибке подстрелил Бак. После выздоровления периодически поддерживает связь с Хондо.
- Лу Ферриньо-младший[англ.] — в роли сержанта Лукаса Рокера, офицера спецназа, который был членом команды Мамфорда.[18]. После отставки последнего возглавил группу.
- Шерилин Фенн — в роли Карен Стрит, матери Джима Стрита, которая села в тюрьму за убийство мужа, периодически избивавшего её и сына. Впоследствии вышла по УДО. Некоторое время жила у сына, но после переехала.
- Бри Блэр — в роли Энни Кей[19], жены Дикона, с которым она воспитывает трёх детей. В десятую годовщину мужа в спецназе приготовила ему сюрприз, но неожиданно попала в больницу из-за менингиомы.
- Питер Фачинелли — в роли Майкла Планка[20], президента Совета полицейских комиссаров Лос-Анджелеса[англ.] который некоторое время работал с капитаном Кортес над различными инициативами, направленными на улучшение отношений между LAPD и обществом. Также входит в состав Совета по образованию Лос-Анджелеса. Позднее баллотируется на пост губернатора Калифорнии.
- Деша Фрост — в роли Дэрила Хендерсона, подопечного Хондо и сына его друга. Провел время в тюрьме для несовершеннолетних. Позже живёт с Хондо. Некоторое время спустя последний высказал намерение стать законным опекуном Дэрила.
- Аманда Лоу-Оделл — в роли Лилы Кей, дочери Дикона. Названа в честь девушки, погибшей во время стрельбы в школе.
- Джозеф Ли Андерсон — в роли офицера Тони Лармена, патрульного, который был напарником стрита некоторое время
- Никива Дионне — в роли Нии Уэллс,[21] заместителя окружного прокурора. В одной из серий начинает встречаться с Хондо.
- Отис Галлоп — в роли сержанта Стивенса, ветерана спецназа.
- Хуан Хавьер Карденас — в роли Бени, офицера спецназа.
- Дебби Аллен — в роли Чарис Харрельсон, матери Хондо.
- Бесс Армстронг — в роли мэра Барретт, мэра Лос-Анджелеса.[22]

### Приглашённые
- Кэти Райан [англ.] — в роли доктора Венди Хьюз, психолога, которая обычно помогает подразделению спецназа.
- Обба Бабатунде — в роли Дэниэла Харрельсона-старшего, отца Хондо.
- Габриэль Деннис [англ.] — в роли Брианы Харрельсон, сводной сестры Хондо
- Доминик Хофман [англ.] — в роли Бена Мосли, бывшего нарколога полиции Лос-Анджелеса.
- Ларри Пойндекстер — в роли сержанта Бойера. Актёр также снимался в оригинальном сериале, где сыграл капитана Фуллера.
- Дэвид Марчиано — в роли детектива Стива Биллингса. Эту же роль актёр играет в другом проекте Шона Райана, телесериале «Щит»
- Закари Артур — в роли неназванного мальчика.

## Производство
26 сентября 2016 года появилась новость, что у Шона Райана появилась идея разработать шоу на основе сериала «Спецназ», которую он предложил Original Film. Компании CBS Television Studios и Sony Pictures Television одновременно изъявили желание приобрести будущий проект для последующей трансляции в своей сети. 3 февраля 2017 года стало известно, что канал CBS заказал пилотный эпизод, сценаристами которого стали Аарон Томас и Шон Райан, а режиссёрское кресло занял Джастин Лин.
Полноценный сезон, шоуранерами которого выступили создатели проекта, Аарон Томас и Шон Райан, был заказан 12 мая 2017 года. Премьера была назначена на 2 ноября 2017 года. 17 ноября стало известно, что сезон будет состоять из 20 серий, а 1 декабря появились новости о двух дополнительных эпизодах, которые также войдут в первый сезон, увеличивая общее количество серий до 22.

### Кастинг
В феврале 2017 года было раскрыто, что звезда телесериала «Мыслить как преступник» Шемар Мур сыграет главную роль в новом проекте как сержант Дэниэл «Хондо» Харрельсон. К нему присоединились Кенни Джонсон в роли Доминика Луки, которого на тот момент звали Брайаном Гэмблом, и Лина Эско как офицер Кристина «Крис» Алонсо, в то время носившая фамилию Санчес. В марте 2017 года стало известно об исполнителях ролей ещё нескольких персонажей, в том числе тех, кто появлялся в оригинальном шоу: партия сержанта Дикона Кея досталась Джею Харрингтону, в качестве Джеймса «Джима» Стрита был заявлен актёр Алекс Рассел, а роль сержанта Джеффа Мамфорда получил Питер Онорати. 21 сентября 2017 года было объявлено, что к актёрскому составу в качестве ещё одного члена отряда Хондо, Виктора Тана, присоединился Дэвид Лим, которого впоследствии повысили до члена основного актёрского состава.

## Эпизоды
| Сезон | Сезон | Эпизоды | Оригинальная дата выхода | Оригинальная дата выхода |
| Сезон | Сезон | Эпизоды | Премьера сезона          | Финал сезона             |
| ----- | ----- | ------- | ------------------------ | ------------------------ |
|       | 1     | 22      | 2 ноября 2017 года       | 17 мая 2018 года         |
|       | 2     | 23      | 27 сентября 2018 года    | 16 мая 2019 года         |
|       | 3     | 21      | 2 октября 2019           | 20 мая 2020              |
|       | 4     | 18      | 11 ноября 2020           | 26 мая 2021              |
|       | 5     | 22      | 1 октября 2021           | 22 мая 2022              |

### Сезон 1 (2017—2018)
| № общий | № в сезоне | Название                         | Режиссёр            | Автор сценария                | Дата премьеры   | Зрители в США (млн) |
| ------- | ---------- | -------------------------------- | ------------------- | ----------------------------- | --------------- | ------------------- |
| 1       | 1          | «Pilot» «Пилот»                  | Джастин Лин         | Аарон Расан Томас и Шон Райан | 2 ноября 2017   | 6.74                |
| 2       | 2          | «Cuchillo» «Нож»                 | Билл Джирхарт       | Крейг Гор                     | 9 ноября 2017   | 6.59                |
| 3       | 3          | «Pamilya» «Семья»                | Билл Джирхарт       | Сэм Хамфри                    | 16 ноября 2017  | 6.26                |
| 4       | 4          | «Radical» «Радикал»              | Грег Биман          | Кент Ротерем                  | 23 ноября 2017  | 5.84                |
| 5       | 5          | «Imposters» «Самозванцы»         | Гай Ферланд         | ВиДжей Бойд                   | 30 ноября 2017  | 6.71                |
| 6       | 6          | «Octane» «Октан»                 | Эгиль Эгилссон      | Майкл Джонс-Моралес           | 7 декабря 2017  | 6.25                |
| 7       | 7          | «Homecoming» «Возвращение домой» | Джон Шоуолтер       | Элисон Кросс                  | 14 декабря 2017 | 6.45                |
| 8       | 8          | «Miracle» «Чудо»                 | Холли Дейл          | А.К. Аллен                    | 21 декабря 2017 | 6.28                |
| 9       | 9          | «Blindspots» «Слепое пятно»      | Билли Герхарт       | Майкл Гембалла                | 4 января 2018   | 6.21                |
| 10      | 10         | «Seizure» «Захват»               | Ларри Тенг          | Аарон Рахсаан Томас           | 11 января 2018  | 6.38                |
| 11      | 11         | «K-Town» «K-Town»                | Омар Мадха          | Крейг Гор                     | 18 января 2018  | 6.02                |
| 12      | 12         | «Contamination» «Контаминация»   | Элоди Кин           | Роберт Виттстадт              | 1 февраля 2018  | 6.23                |
| 13      | 13         | «Fences» «Преграда»              | Алекс Грейвз        | Сэм Хамфри                    | 1 марта 2018    | 5.32                |
| 14      | 14         | «Ghosts» «Призраки»              | Джон Шоуолтер       | Майкл Джонс-Моралес           | 8 марта 2018    | 5.57                |
| 15      | 15         | «Crews» «Команды»                | Ханель М. Калпеппер | В.Д. Бойд                     | 29 марта 2018   | 5.26                |
| 16      | 16         | «Payback» «Окупаемость»          | Билли Герхарт       | Элисон Кросс                  | 5 апреля 2018   | 5.05                |
| 17      | 17         | «Armory» «Вооруженный»           | Роб Дж. Гринли      | Крейг Гор                     | 12 апреля 2018  | 5.31                |
| 18      | 18         | «Patrol» «Патрульный»            | Норберто Барба      | A.C. Аллен                    | 19 апреля 2018  | 5.32                |
| 19      | 19         | «Source» «Источник»              | Дуг Аарниокоски     | Майкл Гембалла                | 26 апреля 2018  | 5.22                |
| 20      | 20         | «Vendetta» «Вендетта»            | Билли Герхарт       | Кент Ротерем                  | 3 мая 2018      | 5.09                |
| 21      | 21         | «Hunted» «Охотник»               | Нина Лопес-Коррадо  | Мэтью Т. Браун                | 10 мая 2018     | 5.54                |
| 22      | 22         | «Hoax» «Мистика»                 | Билли Герхарт       | Аарон Рахсаан Томас           | 17 мая 2018     | 6.03                |

### Сезон 2 (2018—2019)
| № общий | № в сезоне | Название                                | Режиссёр           | Автор сценария                       | Дата премьеры    | Зрители в США (млн) |
| ------- | ---------- | --------------------------------------- | ------------------ | ------------------------------------ | ---------------- | ------------------- |
| 23      | 1          | «Shaky Town» «Змеиный город»            | Билли Герхарт      | Майкл Джонс-Моралес                  | 27 сентября 2018 | 4.70                |
| 24      | 2          | «Gasoline Drum» «Бензиновый барабан»    | Джон Шоуолтер      | Аарон Рахсаан Томас                  | 4 октября 2018   | 5.21                |
| 25      | 3          | «Fire and Smoke» «Огонь и дым»          | Билли Герхарт      | Элисон Кросс                         | 11 октября 2018  | 5.40                |
| 26      | 4          | «Saving Face» «Сохраняя лицо»           | Билл Роу           | А.К. Аллен                           | 18 октября 2018  | 5.49                |
| 27      | 5          | «S.O.S.»                                | Ларри Тенг         | Эндрю Деттманн                       | 25 октября 2018  | 5.36                |
| 28      | 6          | «Never Again» «Никогда»                 | Марк Роскин        | Крейг Гор                            | 1 ноября 2018    | 5.22                |
| 29      | 7          | «Inheritance» «Наследие»                | Ромео Тироне       | Кент Ротерхэм                        | 8 ноября 2018    | 5.13                |
| 30      | 8          | «The Tiffany Experience» «Опыт Тиффани» | Гай Ферланд        | ВиДжей Бойд                          | 15 ноября 2018   | 5.13                |
| 31      | 9          | «Day Off» «Выходной»                    | Лекси Александр    | Сара Алдерсон                        | 29 ноября 2018   | 5.20                |
| 32      | 10         | «1000 Joules» «1000 джоулей»            | Дэвид Родригез     | Крейг Гор                            | 6 декабря 2018   | 5.34                |
| 33      | 11         | «School» «Школа»                        | Билли Герхарт      | Роберт Виттстадт                     | 3 января 2019    | 5.99                |
| 34      | 12         | «Los Huesos» «Кость»                    | Алекс Калимниос    | Майкл Джонс-Моралес                  | 10 января 2019   | 5.91                |
| 35      | 13         | «Encore» «На бис»                       | Роб Дж. Гринли     | Майкл Гембалла                       | 31 января 2019   | 5.68                |
| 36      | 14         | «The B-Team» «Команда Б»                | Майя Врвило        | ВиДжей Бойд                          | 7 февраля 2019   | 4.96                |
| 37      | 15         | «Fallen» «Падший»                       | Гай Ферланд        | Майкл Гембалла                       | 14 февраля 2019  | 5.59                |
| 38      | 16         | «Pride» «Гордость»                      | Нина Лопес-Коррадо | Мэтью Т. Браун                       | 21 февраля 2019  | 5.47                |
| 39      | 17         | «Jack» «Джек»                           | Ларри Тенг         | Кент Ротерхэм                        | 7 марта 2019     | 5.58                |
| 40      | 18         | «Cash Flow» «Денежный поток»            | Билли Герхарт      | Эндрю Деттманн и Амелия Симс         | 4 апреля 2019    | 4.73                |
| 41      | 19         | «Invisible» «Невидимка»                 | Джон Терлески      | А.К. Аллен                           | 18 апреля 2019   | 5.09                |
| 42      | 20         | «Rocket Fuel» «Ракетное горючие»        | Лаура Белси        | Крейг Гор и Райн Келехер             | 25 апреля 2019   | 5.01                |
| 43      | 21         | «Day of Dread» «День страха»            | Олрик Райли        | Элисон Кросс                         | 2 мая 2019       | 5.00                |
| 44      | 22         | «Trigger Creep» «Спусковой крючок»      | Оз Скотт           | Сара Алдерсон и Мунис Рашид          | 9 мая 2019       | 5.02                |
| 45      | 23         | «Kangaroo» «Кенгуру»                    | Билли Герхарт      | Аарон Рахсаан Томас и Майкл Гембалла | 16 мая 2019      | 5.75                |

### Сезон 3 (2019—2020)
| № общий | № в сезоне | Название                         | Режиссёр            | Автор сценария                      | Дата премьеры   | Зрители в США (млн) |
| ------- | ---------- | -------------------------------- | ------------------- | ----------------------------------- | --------------- | ------------------- |
| 46      | 1          | «Fire in the Sky» «Огонь в небе» | Билл Джирхарт       | Майкл Джонс-Моралес                 | 2 октября 2019  | 4.03                |
| 47      | 2          | «Bad Faith» «Недобросовестность» | Марк Роскин         | Кент Ротерем                        | 9 октября 2019  | 3.73                |
| 48      | 3          | «Funny Money» «Смешные деньги»   | Алрик Райли         | Элисон Кросс                        | 16 октября 2019 | 3.56                |
| 49      | 4          | «Immunity» «Иммунитет»           | Джанн тернер        | Майкл Гембалла                      | 23 октября 2019 | 3.76                |
| 50      | 5          | «The LBC»                        | Лин Одинг           | Аарон Рахсаан Томас                 | 30 октября 2019 | 3.43                |
| 51      | 6          | «Kingdom» «Королевство»          | Дэвид Родригес      | Сара Алдерсон                       | 6 ноября 2019   | 3.84                |
| 52      | 7          | «Track» «Трек»                   | Батан Сильва        | Роберт Виттштадт                    | 13 ноября 2019  | 3.09                |
| 53      | 8          | «Lion's Den» «Логово Льва»       | Билли Гирхарт       | Мунис Рашид                         | 20 ноября 2019  | 3.76                |
| 54      | 9          | «Sea Legs» «Морские ноги»        | Грег Биман          | Крейг Гор                           | 27 ноября 2019  | 5.23                |
| 55      | 10         | «Monster» «Монстр»               | Гай Ферленд         | А. К. Аллен                         | 11 декабря 2019 | 4.81                |
| 56      | 11         | «Bad Cop» «Плохой полицейский»   | Бен Брэй            | Эндрю Деттманн                      | 15 января 2020  | 3.66                |
| 57      | 12         | «Good Cop» «Хороший полицейский» | Гай Ферленд         | Мэттью Т. Браун                     | 22 января 2020  | 3.39                |
| 58      | 13         | «Ekitai Rashku» «Экитай рашку»   | Билл Джирхарт       | Крейг Гор                           | 29 января 2020  | 4.45                |
| 59      | 14         | «Animus» «Враждебность»          | Ханель М. Кулпеппер | Сара Алдерсон & Майкл Джонс-Моралес | 4 марта 2020    | 3.47                |
| 60      | 15         | «Knockout» «Нокаут»              | Билл Джирхарт       | Кент Разэхэм & А. К. Аллен          | 11 марта 2020   | 4.19                |
| 61      | 16         | «Gunpowder Treason»              | Неизвестно          | Неизвестно                          | 18 марта 2020   | 4.01                |
| 62      | 17         | «Hotel L.a.»                     | Неизвестно          | Неизвестно                          | 25 марта 2020   | 3.82                |
| 63      | 18         | «Stigma»                         | Неизвестно          | Неизвестно                          | 8 апреля 2020   | 3.85                |
| 64      | 19         | «Vice»                           | Неизвестно          | Неизвестно                          | 22 апреля 2020  | 4.76                |
| 65      | 20         | «Wild Ones»                      | Неизвестно          | Неизвестно                          | 29 апреля 2020  | 5.03                |
| 66      | 21         | «Diablo»                         | Неизвестно          | Неизвестно                          | 20 мая 2020     | 4.82                |

### Сезон 4 (2020—2021)
| № общий | № в сезоне | Название                | Режиссёр   | Автор сценария | Дата премьеры   | Произв. код | Зрители в США (млн) |
| ------- | ---------- | ----------------------- | ---------- | -------------- | --------------- | ----------- | ------------------- |
| 67      | 1          | «3 Seventeen Year Olds» | Неизвестно | Неизвестно     | 11 ноября 2020  | 401         | 2.75                |
| 68      | 2          | «Stakeout»              | Неизвестно | Неизвестно     | 11 ноября 2020  | 402         | 2.56                |
| 69      | 3          | «The Black Hand Man»    | Неизвестно | Неизвестно     | 18 ноября 2020  | 403         | 2.25                |
| 70      | 4          | «Memento Mori»          | Неизвестно | Неизвестно     | 25 ноября 2020  | 404         | 3.39                |
| 71      | 5          | «Fracture»              | Неизвестно | Неизвестно     | 9 декабря 2020  | 405         | 3.88                |
| 72      | 6          | «Hopeless Sinners»      | Неизвестно | Неизвестно     | 16 декабря 2020 | 406         | 4.06                |
| 73      | 7          | «Under Fire»            | Неизвестно | Неизвестно     | 13 января 2021  | 407         | 3.28                |
| 74      | 8          | «Crusade»               | Неизвестно | Неизвестно     | 27 января 2021  | 408         | 3.08                |
| 75      | 9          | «Next of Kin»           | Неизвестно | Неизвестно     | 17 февраля 2021 | 409         | 2.99                |
| 76      | 10         | «Buried»                | Неизвестно | Неизвестно     | 3 марта 2021    | 410         | 3.62                |
| 77      | 11         | «Positive Thinking»     | Неизвестно | Неизвестно     | 10 марта 2021   | 411         | 2.84                |
| 78      | 12         | «U-turn»                | Неизвестно | Неизвестно     | 24 марта 2021   | 412         | 3.71                |
| 79      | 13         | «Sins of the Fathers»   | Неизвестно | Неизвестно     | 7 апреля 2021   | 413         | 3.10                |
| 80      | 14         | «Reckoning»             | Неизвестно | Неизвестно     | 21 апреля 2021  | 414         | 3.06                |
| 81      | 15         | «Local Heroes»          | Неизвестно | Неизвестно     | 5 мая 2021      | 415         | 3.11                |
| 82      | 16         | «Lockdown»              | Неизвестно | Неизвестно     | 12 мая 2021     | 416         | 2.96                |
| 83      | 17         | «Whistleblower»         | Неизвестно | Неизвестно     | 19 мая 2021     | 417         | 3.13                |
| 84      | 18         | «Veritas Vincint»       | Неизвестно | Неизвестно     | 26 мая 2021     | 418         | 3.17                |

### Сезон 5 (2021 - 2022)
| № общий | № в сезоне | Название                | Режиссёр            | Автор сценария                      | Дата премьеры   | Произв. код | Зрители в США (млн) |
| --- | ---------- | ----------------------- | ------------------- | ----------------------------------- | --------------- | ----------- | ------------------- |
| 85 | 1          | «Бродяга» «Vagabundo»   | Билл Джирхарт       | Меллори Велэскуес                   | 1 октября 2021  | 501         | 4.86                |
| 86 | 2          | «Мадругада» «Madrugada» | Неизвестно          | Неизвестно                          | 8 октября 2021  | 502         | 4.94                |
| 87 | 3          | «27 Дэвид» «27 David»   | Неизвестно          | Неизвестно                          | 15 октября 2021 | 503         | 4.84                |
| 88 | 4          | «Часовой» «Sentinel»    | Неизвестно          | Неизвестно                          | 22 октября 2021 | 504         | 4.70                |
| 89 | 5          | «West Coast Offense»    | Неизвестно          | Неизвестно                          | 5 ноября 2021   | 505         | 4.93                |
| 90 | 6          | «Crisis Actor»          | Неизвестно          | Неизвестно                          | 12 ноября 2021  | 506         | 4.84                |
| 91 | 7          | «Keep the Faith»        | Неизвестно          | Неизвестно                          | 3 декабря 2021  | 507         | 5.33                |
| 92 | 8          | «Убежище» «Safe House»  | Неизвестно          | Неизвестно                          | 10 декабря 2021 | 508         | 4.98                |
| 93 | 9          | «Survive»               | Неизвестно          | Неизвестно                          | 2 января 2022   | 509         | 3.77                |
| 94 | 10         | «Three Guns»            | Гай Ферленд         | Melissa Park                        | 9 января 2022   | 510         | 3.73                |
| 95 | 11         | «Old School Cool»       | Paul Bernard        | Amelia Sims                         | 27 февраля 2022 | 511         | 3.83                |
| 96 | 12         | «Provenance»            | Billy Gierhart      | Imogen Browder                      | 6 марта 2022    | 512         | 4.00                |
| 97 | 13         | «Short Fuse»            | Гай Ферленд         | Kent Rotherham                      | 13 марта 2022   | 513         | 4.15                |
| 98 | 14         | «Альбатрос» «Albatross» | John Terlesky       | Michael Gemballa                    | 20 марта 2022   | 514         | 3.94                |
| 99 | 15         | «Донор» «Donor»         | Lina Esco           | Ryan Keleher                        | 27 марта 2022   | 515         | 3.67                |
| 100 | 16         | «Беглец» «The Fugitive» | Billy Gierhart      | Matthew T. Brown                    | 10 апреля 2022  | 516         | 3.95                |
| 101 | 17         | «Cry Foul»              | Oz Scott            | Amelia Sims                         | 17 апреля 2022  | 517         | 4.04                |
| 102 | 18         | «Семья» «Family»        | Alrick Riley        | Mia Fichman                         | 24 апреля 2022  | 519         | 4.19                |
| После того, как Хикс становится свидетелем убийства своего старого приятеля, отряд пытается найти преступника и выяснить, почему он нацелился на заслуженного судью. Между тем, после ареста Терри, Лука не знает, как его поддержать. |            |                         |                     |                                     |                 |             |                     |
| 103 | 19         | «Incoming»              | Oz Scott            | Michael Gemballa & Matthew T. Brown | 1 мая 2022      | 518         | 3.88                |
| 104 | 20         | «Quandary»              | Stephanie Marquardt | Sarah Alderson                      | 8 мая 2022      | 520         | 4.08                |
| 105 | 21         | «Зодиак» «Zodiac»       | Cherie Dvorak       | Kent Rotherham & Mellori Velasquez  | 15 мая 2022     | 521         | 4.09                |
| 106 | 22         | «Прощание» «Farewell»   | Billy Gierhart      | Andrew Dettmann & J. Stone Alston   | 22 мая 2022     | 522         | 3.36                |

### Сезон 6 (2022 - 2023)
| № общий | № в сезоне | Название                                     | Режиссёр   | Автор сценария | Дата премьеры   | Произв. код | Зрители в США (млн) |
| --- | ---------- | -------------------------------------------- | ---------- | -------------- | --------------- | ----------- | ------------------- |
| 107 | 1          | «Жёсткий Таиланд» «Thai Hard»                | Неизвестно | Неизвестно     | 7 октября 2022  | 601         | 4.76                |
| Во время совместных учений с тайским отрядом спецназа в Бангкоке, Таиланд, Хондо получает звонок от своего старого друга Джо, который обнаруживает доказательства контрабанды наркотиков на границе с Мьянмой. Когдо Хондо и Джо захватывают люди наркобарона, Дикон и Тан при помощи тайского спецназа пытаются найти своих пропавших коллег, пока не стало слишком поздно. В то же время остальные члены их отряда, вернувшись в Лос-Анджелес, ищут преступника, которые имеет связи с искомым наркобароном. |            |                                              |            |                |                 |             |                     |
| 108 | 2          | «Ещё день в Таиланде» «Thai Another Day»     | Неизвестно | Неизвестно     | 14 октября 2022 | 602         | 4.61                |
| Будучи спасённым, Хондо воссоединяется с Диконом и Таном, и втроём они готовятся преследовать наркобарона, ответственного за похищение командира и его друга Джо. Вскоре команда обнаруживает, что поставка героина связана с Лос-Анджелесом, однако операция оказывается под угрозой, когда дочь командира тайского спецназа похищают, в результате чего Хондо начинает отчаянную гонку со временем, чтобы не дать наркобарону сбежать. В это же время Хикс, Лука и Стрит вместе с лос-анджелескими отрядами полиции и спецназа ищут пропавшую девушку. |            |                                              |            |                |                 |             |                     |
| 109 | 3          | «Woah Black Betty»                           | Неизвестно | Неизвестно     | 21 октября 2022 | 603         | 4.44                |
| Работая на выезде, команда спецназа вскоре обнаруживает, что бронеавтомобиль Чёрную Бетти угнали, а группа встречается с агентом ФБР, который расследует преступление, в котором Чёрную Бетти хотят использовать в потенциальном террористическом акте. В это же время Хондо с подругой готовятся к вечеринке по случаю выяснения пола их будущего ребёнка. |            |                                              |            |                |                 |             |                     |
| 110 | 4          | «Маньяк» «Maniak»                            | Неизвестно | Неизвестно     | 28 октября 2022 | 604         | 4.63                |
| Когда убийца сбегает в поисках информации о важной для него вещи, команда спецназа пытается защищить цели его атаки, а Хондо в ходе расследования встречает свою бывшую подругу. |            |                                              |            |                |                 |             |                     |
| 111 | 5          | «Unraveling»                                 | Неизвестно | Неизвестно     | 4 ноября 2022   | 605         | 5.09                |
| Во время ограбления под прикрытием флэшмоба, команда спецназа обнаруживает убитую женщину и устраивает погоню с целью поиска и перехвата убийц, прежде чем они нанесут новый удар. В это же время Дикон пытается осмыслить факт одиночной улики в виде пули. |            |                                              |            |                |                 |             |                     |
| 112 | 6          | «Checkmate»                                  | Неизвестно | Неизвестно     | 18 ноября 2022  | 606         | 5.00                |
| Когда похищают детектива Александра Риоса, работавшего с Хондо над разоблачением преступника, финансировавшего бандитские группировки, команда спецназа спешит разыскать его, пока не стало слишком поздно. В то же время Луку беспокоят внезапные изменения в поведении Хикса. |            |                                              |            |                |                 |             |                     |
| 113 | 7          | «Сиквел» «Sequel»                            | Неизвестно | Неизвестно     | 2 декабря 2022  | 607         | 4.83                |
| Когда злоумышленник врывается в дом голливудской актрисы, команда спецназа расследует преступление и воссоединяется с бывшим главой 20-го отряда, Родриго Санчесом, и с ним выслеживают преступника, который не остановится ни перед чем, чтобы получить желаемое. В то же время с приближением годовщины, Тан хочет найти идеальный подарок для своей подруги Бонни. |            |                                              |            |                |                 |             |                     |
| 114 | 8          | «Гуакаин» «Guacaine»                         | Неизвестно | Неизвестно     | 9 декабря 2022  | 608         | 4.93                |
| Когда в Лос-Анджелесе подвергаются нападению многочисленные грузовики с продуктами, команда спецназа проводит расследование и обнаруживает, что группа безжалостных членов наркокартеля пытается вернуть наркотики, партия которых была утеряна, и группа готова пойти на всё, чтобы найти их. |            |                                              |            |                |                 |             |                     |
| 115 | 9          | «Изгой» «Pariah»                             | Неизвестно | Неизвестно     | 6 января 2023   | 609         | 5.42                |
| Расследуя несколько случайных перестрелок, связи члена семьи сотрудника спецназа могут помочь остановить следующую атаку; в то же время Хондо готовится к встрече с родителями своей подруги, а Лука справляется с деликатной ситуацией, касающейся его отца. |            |                                              |            |                |                 |             |                     |
| 116 | 10         | «Свидетель» «Witness»                        | Неизвестно | Неизвестно     | 13 января 2023  | 610         | 5.53                |
| Команда спецназа расследует похищение мальчика из приюта для бездомных. Над делом они работают с детективом, который оказывается не тем, кем кажется. Также суждения Стрита затуманенны, так как он ставит под сомнение всё связанное с этим делом. А Хондо и Нишель расходятся во мнениях по вопросам своих убеждений. |            |                                              |            |                |                 |             |                     |
| 117 | 11         | «Atonement»                                  | Неизвестно | Неизвестно     | 20 января 2023  | 611         | 5.54                |
| Когда в Лос-Анджелесе взрывают автомобиль, спецназ работает с опергруппой ФБР, чтобы найти и остановить других членов банды, планирующих последующие нападения. Дело заставило Дикона раскрыться, почему он стал религиозен, а Лука и его брат Терри ссорятся, узнав о наличии у них недавно обнаруженной сводной сестры. |            |                                              |            |                |                 |             |                     |
| 118 | 12         | «Addicted»                                   | Неизвестно | Неизвестно     | 3 февраля 2023  | 613         | 5.55                |
| Когда в реабилитационном цетре происходит стрельба, спецназ обнаруживает, что им нужно искать человека, жаждущего отомстить учреждению и персоналу, ответственным за смерть его брата; в то же время Дикона застигает врасплох принятое его женой Энни решение, имеющие последствия для их дочери. |            |                                              |            |                |                 |             |                     |
| 119 | 13         | «Lion's Share»                               | Неизвестно | Неизвестно     | 10 февраля 2023 | 612         | 5.77                |
| Спецназ устраивает гонки со временем, чтобы остановить жестокое неистовство в Лос-Анджелесе, имевшее отношение к захвату заложников 3 года назад, описанного в эпизоде «Львиная доля» 3 сезона; в то же время Хикс сталкивается с выбором, который ему пришлось сделать во время штурма. А Тан узнаёт от Стрита, что Бонни Кабрера изменяет ему. |            |                                              |            |                |                 |             |                     |
| 120 | 14         | «Удар в живот» «Gut Punch»                   | Неизвестно | Неизвестно     | 24 февраля 2023 | 614         | н/д                 |
| 121 | 15         | «Служить и защищать» «To Protect & to Serve» | Неизвестно | Неизвестно     | 3 марта 2023    | 615         | н/д                 |
| 122 | 16         | «Ответный удар» «Blowback»                   | Неизвестно | Неизвестно     | 10 марта 2023   | 616         | н/д                 |
| 123 | 17         | «Стокгольмский синдром» «Stockholm»          | Неизвестно | Неизвестно     | 31 марта 2023   | 617         | н/д                 |
| Полиция задерживает вооружённую девушку, утверждающую, что она отбилась у похитителя, угнав его автомобиль и захватив пистолет, а в заложниках осталось ещё несколько девушек, включая её сестру. Спецназ устанавливает личности преступников и находит место, где содержали, освобождая всех кроме одной, исчезнувшей с главой банды. Как оказалось, последняя заложница влюблена в своего похитителя и после штурма спеназом решила укрыть его в своей квартире и защищать с оружием в руках. Но её сестре удаётся переубедить «влюблённую» и полиция успешно разоружает несчастную. |            |                                              |            |                |                 |             |                     |
| 124 | 18         | «Книга бытия» «Genesis»                      | Неизвестно | Неизвестно     | 7 апреля 2023   | 618         | н/д                 |
| Посреди дня блокируют и подрывают инкассаторский броневик, но из всего перевозимого пропадает лишь одно украшение. Установив по клейму мастера, находят разгромленную ювелирную мастерскую с убитым владельцем. Там же обнаруживают эскизы других украшений из одной серии с украденным. Спецназ организует ловушки и арестовывает первых грабителей, которые сообщают, что они исламистские радикалы, которые пытаются вернуть в Сирию инкрустированный самоцветами древний коран, незаконно вывезенный американскими военнослужащими во время разграбления сирийских городов. Ученица убитого ювелира являлась подругой такого военного и именно она пыталась сбыть как книгу, так и камни. В ходе серии задержаний отряд спецназа ловит боевиков, а изъятые ценности передают сирийским чиновникам по культуре. |            |                                              |            |                |                 |             |                     |
| 125 | 19         | «Нары» «Bunkies»                             | Неизвестно | Неизвестно     | 21 апреля 2023  | 619         | н/д                 |
| В ходе умышленного наезда на улице сбивают человека и пытаются добить выстрелом из пистолета, но прохожие спугнули злоумышленника. Полиция отслеживает машину и арестовывает мужчину, утверждающего, что его заставили это сделать, захватив в заложники жену и детей. Спецназ устанавливает, что жертвой и исполнителем покушения стали нечистоплотные охранники в женской тюрьме, которым решили отомстить вышедшие на волю заключённые. Одна из отряда обращается к своей бывшей сокамернице в этой тюрьме, где она находилась под прикрытием, и уговаривает ту помочь, восстановив с ней дружбу и получив значимые сведения. Спецназ находит похитителей и освобождает заложников. |            |                                              |            |                |                 |             |                     |
| 126 | 20         | «Всё, что блестит» «All that Glitters»       | Неизвестно | Неизвестно     | 5 мая 2023      | 620         | н/д                 |
| Пока Хондо помогает своему бывшему армейскому командиру с розыском внезапно пропавшей дочери, команда под руководством его заместителя расследует серию убийств пенсионеров в их домах с ограблениями сейфов. Спецназ выходит на дилера драгоценных металлов, у которого судимый родственник украл служебный ноутбук с данными покупателей и поставщиков золота, и пытается предотвратить очередное преступление. В ходе напряжённого штурма поместья им удаётся оттеснить последнего преступника в гараж и обезвредить. |            |                                              |            |                |                 |             |                     |
| 127 | 21         | «Forget Shorty»                              | Неизвестно | Неизвестно     | 12 мая 2023     | 621         | н/д                 |
| 128 | 22         | «Наследие» «Legacy»                          | Неизвестно | Неизвестно     | 19 мая 2023     | 622         | н/д                 |